# Deus otiosus
Een deus otiosus (Latijn: "inactieve god") is in de theologie en vergelijkende mythologie een god die zich niet bezighoudt met de wereld of de mensheid. Een deus otiosus kan zichzelf hebben teruggetrokken van het regeren van de wereld en alles op zijn beloop laten of kan zijn verdrongen door andere goden.

## Deïsme
In het christendom is de deus otiosus als zich terugtrekkende god vooral bekend in het deïsme, een rationalistische religieus-filosofische stroming die een non-interventionele Schepper veronderstelt. Op het hoogtepunt van de stroming probeerden veel tegenstanders aanhangers van het deïsme in de positie te manoeuvreren waarin ze moesten bevestigen te geloven dat God zich na Zijn scheppingsdaad had teruggetrokken van de mensheid en zich niet meer mengt in hun aangelegenheden — ook al werd dit expliciete standpunt slechts door weinig deïsten aangehangen.

## Overige religies
Een voorbeeld van deus otiosus als god die door andere goden werd verdrongen, is de god Anu in de Mesopotamische religie. Hij werd verdrongen door de goden Enlil en Enki, waarmee hij oorspronkelijk een triade vormde. Godsdiensthistorisch beschouwd werd deze deus otiosus weliswaar nog erkend of leefde hij voort in mythologie, maar werd hij niet meer actief aanbeden.
In grote delen van Afrika, Melanesië en Zuid-Amerika komt het concept voor dat de god of goden hun werk hebben gedelegeerd aan voorouders of natuurgeesten, die als mediums optreden tussen god en mensen.